# Паперовий аборт
Паперовий аборт, також відомий як фінансовий, чоловічий або юридичний аборт — це концепція відмови батька на ранніх строках вагітності (поки можливим є виконання аборту плода без ризиків для вагітної жінки) від батьківських прав та обов'язків щодо гіпотетичної дитини, включаючи її фінансову підтримку, звільняючись як від відповідальності, так і від привілеїв батьківства.

## Концепція
Концепція починається з припущення, що коли жінка вагітніє, вона має вибір аборту, усиновлення або материнства. Стверджується, що на ранніх стадіях вагітності чоловік мусить мати право відмовитися від усіх майбутніх батьківських прав і фінансової відповідальності, залишаючи поінформованій вагітній жінці ті ж три варіанти. Наразі батько несе фінансову відповідальність за дитину незалежно від обставин запліднення, включаючи законодавче зґвалтування та шахрайство зі спермою (коли мати використовувала сперму чоловіка, щоб завагітніти, без його відома чи згоди, див. Стелсинг).

Термін «чоловічий аборт» був запроваджений Мелані МакКаллі, адвокаткою із Південної Кароліни, у статті 1998 року «Чоловічий аборт: право передбачуваного батька припинити свої інтереси та зобов'язання щодо ненародженої дитини». МакКаллі стверджувала, що чоловіки повинні мати можливість припинити свої юридичні зобов'язання щодо небажаних дітей. Як писала МакКаллі:
Коли жінка вирішує, що вагітна, вона має свободу вирішувати, чи має вона рівень зрілості, щоб взяти на себе обов'язки материнства, чи здатна вона фінансово утримувати дитину, чи є місце у її кар'єрі для народження дитини, чи у неї є інші проблеми, які заважають їй виносити дитину. Зваживши свої можливості, жінка може вибрати аборт. Як тільки вона це робить, інтереси жінки та зобов'язання щодо дитини припиняються. На відміну від цього, неодружений батько не має варіантів. Його обов'язки стосовно дитини починаються з моменту запліднення і можуть бути припинені лише рішенням жінки перервати вагітність або рішенням матері віддати дитину на усиновлення. Таким чином, він повинен покладатися на рішення жінки, щоб визначити своє майбутнє. Передбачуваний батько не має розкоші після факту зачаття вирішити, що він не готовий до батьківства. На відміну від жінки, у нього немає шляху втечі.

## Дебати та увага громадськості

### Підтримка
У статті 1996 року «Аборт і права батьків» філософ Стівен Хейлз навів аргумент, який передбачає такі твердження:
1. жінки мають абсолютне право на аборт
2. чоловіки та жінки мають рівні моральні права та обов'язки та повинні мати рівні юридичні права та обов'язки
3. батьки мають моральний обов'язок підтримувати своїх дітей після їхнього народження, і юридичні обов'язки підтримки мають бути вищими за цей моральний обов'язок.

Хейлз стверджує, що поєднання цих трьох принципів є prima facie непослідовним і що цю невідповідність слід усунути, по-перше, визнавши, що чоловіки не мають абсолютного обов'язку надавати матеріальну підтримку своїм дітям, а по-друге, визнавши, що чоловіки мають право відмовитися від народження дитини.
Лорі Шрейдж, професорка філософії та жіночих і гендерних досліджень, ставить під сумнів, чи слід чоловіків «карати за сексуальну активність», і вона розглядає це питання з точки зору феміністок, яким довелося боротися з тією ж ідеєю, але з іншим забарвленням, а саме що згода на секс не є тотожною згоді на материнство. Крім того, за словами професора Шраге, карають як чоловіків, так і дітей; діти змушені жити без батька, який ніколи «добровільно» не ставав ним.
У кращому випадку, на думку Brake, чоловіки повинні нести відповідальність за допомогу в оплаті медичних витрат та інших витрат, пов'язаних з вагітністю, за яку вони несуть відповідальність.
В цьому питанні вимоги маскулістів та погляди деяких феміністок збігаються. Австралійська письменниця та комік Кетрін Девені наголошує, що вимога до чоловіка автоматично змиритися з батьківством є порушенням права чоловіка на вибір, коли жінки мають різні варіанти; а саме, каже вона, «варіантами є аборт, усиновлення, спільне або соло-батьківство». Девені також засуджує застаріле уявлення про те, що «чоловіки [зобов'язані] забезпечувати жінок», яке, на її думку, нагадує «репресивні гетеронормативні цінності 1950-х». Як рішення Девені пропонує реєстр «поки що не маю дітей», який давав би чоловікам можливість відмовитися від батьківства, що запобігало б примусу батьків до народження дитини проти їхньої волі — або принаймні запобігало б примусу до сплати аліментів на утримання дитини.

### Критика
Концепт паперових абортів зустрів критику, оскільки їх впровадження ризикує стати інструментом для ухиляння чоловіків від батьківських обов'язків. Чоловікам, які хочуть уникнути фінансових та особистих обов'язків батьківства, пропонується використовувати контрацепцію (презервативи, гормональні засоби, вазектомію) або практикувати утримання від сексу з жінками. Ця позиція не стосується чоловіків, які запліднили навіть після вжиття запобіжних заходів, або в результаті саботажу контрацепції, сексуального насильства, зґвалтування жінками або крадіжки сперми. 

## За країною

### Данія
Концепція чоловічого аборту вперше була представлена в Данії у 2000 році соціоекономістом Хенріком Платцом. Він каже, що з егалітарного погляду необхідно забезпечити жінкам та чоловікам рівні права згідно із законом. Відповідно до опитування Gallup 2014 року та попередніх опитувань, від 40 % до 70 % населення Данії згодні з легалізацією паперових абортів.
Соціолог Карен Сьоруп, яка проводила дослідження з теми, стверджує, що це дасть жінкам більше свободи, дозволяючи тим, хто хоче стати матерями, не розділяючи права та обов'язки батьківства з чоловіками, додатковим способом зробити це. Вона також припускає, що це може знизити рівень абортів, оскільки це не дозволить чоловікам, які бажають уникнути батьківства, тиснути на жінок, щоб вони зробили аборт.
Прихильники стверджують, що чоловіки повинні мати можливість вибирати, приймати батьківство чи ні. Надання чоловікам можливості відмовитися від економічної, соціальної та юридичної відповідальності за ненароджену дитину протягом перших трьох місяців вагітності надасть чоловікам і жінкам максимально рівні можливості.

### Швеція
У 2016 році регіональне відділення Шведської ліберальної молодіжної партії вирішило підтримати паперові аборти для чоловіків до 18-го тижня вагітності, граничного терміну для абортів для жінок. Цю пропозицію підтримали деякі коментатори, але не сама Молодіжна ліберальна партія.

### Аргентина
Лілія Лемуан, депутатка та соратниця президента Хав'єра Мілея, оголосила, що її першим законопроєктом буде надання батькам можливості відмовитися від батьківства. Проєктом визначено, що вагітна жінка має повідомити батька про вагітність протягом 15 днів, і батько зможе вирішити, хоче він визнавати дитину чи ні. Лемуан заявляє, що якщо чоловік не захоче, то не буде зобов'язаний платити аліменти. На її думку, несправедливо, щоб жінка могла відмовитися від материнства, маючи на увазі скасування заборони на аборти в Аргентині у 2020 році.

### Україна
У листопаді 2017 року на сайті Президента України була подана петиція з пропозицією дозволити чоловікам відмовлятися від дитини на стадії вагітності з подальшим звільненням від аліментів та обов'язку відвідувати дитину. Звернення не набрало необхідної для розгляду кількості голосів. Аналогічна петиція була зареєстрована у травні 2019 року, але також не набрала необхідної кількості голосів.